# Stadland
Stadland è un comune di 7 489 abitanti della Bassa Sassonia, in Germania.
Appartiene al circondario (Landkreis) del Wesermarsch (targa BRA).